# Бондаренко Любов Олександрівна
Любов Олександрівна Бондаренко (нар. 30 квітня 1955, село Піщане Сумської міської ради Сумської області) — українська радянська діячка, монтажниця радіоапаратури Сумського виробничого об'єднання «Електрон» імені 50-річчя ВЛКСМ Сумської області. Член ЦК ВЛКСМ. Депутат Верховної Ради СРСР 10—11-го скликань.

## Біографія
Народилася в селянській родині. У 1973 році закінчила середню школу. Освіта середня спеціальна.
З 1973 року — учениця монтажниці дільниці монтажу радіоелектроапаратури, монтажниця радіоапаратури цеху № 6 Сумського заводу електричних мікроскопів (потім — виробничого об'єднання «Електрон») імені 50-річчя ВЛКСМ (тепер — акціонерного товариства «SELMI») Сумської області. Ударник комуністичної праці.
Член КПРС з 1984 року.
Потім — на пенсії у місті Суми Сумської області.

## Нагороди та звання
- орден «Знак Пошани»
- медалі
- знак ЦК ВЛКСМ «Молодий гвардієць п'ятирічки» трьох ступенів
- Лауреат премії Ленінського комсомолу (1979)